# Xapuri (rzeka)
Xapuri (port. Rio Xapuri) – rzeka stanu Acre w zachodniej Brazylii. Tworzy niewielką część granic międzynarodowych: Brazylii z Peru i Brazylii z Boliwią.
Okolice Rio Xapuri to głównie sawanna. Na tym obszarze panuje tropikalny klimat monsunowy. Rzeka przepływa przez rezerwat wydobywczy Chico Mendes – jednostkę ekologiczną zajmującą się zrównoważonym użytkowaniem utworzoną w 1990 r. Nad rzeką Xapuri jest bardzo małe zaludnienie, z dwoma mieszkańcami na kilometr kwadratowy. Uchodzi do rzeki Acre, w stanie o tej samej nazwie.